# Фокин, Дмитрий Анатольевич
Дмитрий Анатольевич Фокин (род. 26 марта 1966, Москва) — российский хоккейный тренер.

## Биография
Окончил школу московского «Динамо». Играл во второй лиге за таллинский «Таллэкс», но завершил карьеру из-за серьёзной травмы. В «Динамо» был заведующим учебной частью хоккейной школы. Работал с командой 1982 г. р. в том числе с Ильёй Ковальчуком. На протяжении тренерской карьеры стажировался у Владимира Юрзинова. В 1990-х годах уехал во Францию. В Гренобле стал генеральным тренером хоккейной школы. В первый же сезон работы выиграл с командой 1975 г. р. Среди воспитанников — Кристобаль Юэ. От мэра Гренобля получил медаль «за вклад в развитие хоккея». Работал главным тренером во французских клубах «Клермон» (1996—1998), «Гренобль» (2000—2003), «Аньер» (2008—2012), «Бордо» (2012). Главный тренер швейцарского клуба «Мартиньи» (2005/06 — 2006/07).
В сезонах 2003/04 — 2004/05 — тренер «Динамо-2» Москва. В начале сезона 2005/06 — тренер «Капитана» Ступино.
В Швейцарии познакомился с Вячеславом Быковым, который, став главным тренером петербургского СКА, предложил Фокину перед сезоном 2014/15 возглавить команду молодёжной хоккейной лиги «СКА-1946». Вскоре, в начале ноября, Фокин подал в отставку. Сезон 2015/16 отработал в казахстанском «Торпедо» Усть-Каменогорск тренером по физической подготовке В сезоне 2016/17, до 12 декабря — главный тренер «Алтая» Усть-Каменогорск.
Тренер СШ «Белые медведи».